# Brisas del Lago
Brisas del Lago är en ort i Mexiko, tillhörande Cuautitlán Izcalli kommun i delstaten Mexiko. Brisas del Lago ligger i den centrala delen av landet och tillhör Mexico Citys storstadsområde. Orten hade 242 invånare vid folkmätningen 2010.